# Charles Harvey Miller
Charles Harvey Miller, britanski general, * 11. september 1894, † 23. december 1974.